# Lista över Benins regeringschefer
Detta är en lista över Benins regeringschefer. Sedan 1998 har posten bara funnits sporadiskt och presidenten har lett landets regering och stats- och regeringschefenämbetet har då varit sammanslaget.

## Benin
| No.  | Bild                                 | Namn                                                              | Tjänstgöringstid                    | Politisk tillhörighet |
| ---- | ------------------------------------ | ----------------------------------------------------------------- | ----------------------------------- | --------------------- |
| 1    |                                      | Sourou-Migan Apithy,                                              | 25 maj 1957 – 26 juli 1958          | PD                    |
| 1    | 26 juli 1958 – 4 december 1958       | Sourou-Migan Apithy,                                              |                                     | PD                    |
| 1    | 4 december 1958 – 22 May 1959        | Sourou-Migan Apithy,                                              |                                     | PD                    |
| 2    |                                      | Coutoucou Hubert Maga,                                            | 22 maj 1959 – 1 augusti 1960        | RDD                   |
| 2    | 1 augusti 1960 – 31 december 1960    | Coutoucou Hubert Maga,                                            |                                     | RDD                   |
| 2    | 31 december 1960 – 28 oktober 1963   | Coutoucou Hubert Maga,                                            |                                     | RDD                   |
| 3    |                                      | General Christophe Soglo, Head of the Provisional Government      | 28 oktober 1963 – 25 januari 1964   | Mil                   |
| 4    |                                      | Justin Ahomadegbé-Tomêtin, Prime Minister                         | 25 januari 1964 – 29 november 1965  | PD                    |
| (3)  |                                      | General Christophe Soglo, Prime Minister                          | 29 november 1965 – 21 december 1967 | Mil                   |
| 5    |                                      | Major Iropa Maurice Kouandété, Prime Minister                     | 21 december 1967 – 17 juli 1968     | Mil                   |
| 6    |                                      | Émile Derlin Henri Zinsou, President                              | 17 juli 1968 – 10 december 1969     |                       |
| (5)  |                                      | Major Iropa Maurice Kouandété, Chief-of-Staff of the Army         | 10 december 1969 – 13 december 1969 | Mil                   |
| 7    |                                      | Paul-Émile de Souza, Chairman of the Directory                    | 13 december 1969 – 7 maj 1970       | Mil                   |
| (2)  |                                      | Major Coutoucou Hubert Maga, Chairman of the Presidential Council | 7 maj 1970 – 7 maj 1972             | RDD                   |
| (4)  |                                      | Justin Ahomadegbé-Tomêtin, Chairman of the Presidential Council   | 7 maj 1972 – 26 oktober 1972        | PD                    |
| 8    |                                      | General Mathieu Kérékou, President                                | 26 oktober 1972 – 30 november 1975  | Mil/PRPB              |
| (8)  |                                      | General Mathieu Kérékou, President                                | 30 november 1975 – 1 mars 1990      | Mil/PRPB              |
| (8)  |                                      | General Ahmed Mathieu Kérékou, President                          | 1 mars 1990 – 12 mars 1990          | PRB                   |
| 9    |                                      | Nicéphore Dieudonné Soglo, Prime Minister                         | 12 mars 1990 – 4 april 1991         | n-p                   |
| 9    | Nicéphore Dieudonné Soglo, President | 4 april 1991 – 4 april 1996                                       | PRB                                 |                       |
| 10   |                                      | Adrien Houngbédji, Prime Minister                                 | 9 april 1996 – 14 maj 1998          | PRD                   |
| (8)  |                                      | General Mathieu Ahmed Kérékou, President                          | 14 may 1998 – 6 april 2006          | FARD                  |
| 11   |                                      | Thomas Yayi Boni, President                                       | 6 april 2006 – 28 maj 2011          | n-p                   |
| 12   |                                      | Pascal Koupaki, Prime Minister                                    | 28 maj 2011 – 11 augusti 2013       | n-p                   |
| (11) |                                      | Thomas Yayi Boni, President                                       | 11 augusti 2013 – 18 juni 2015      | n-p                   |
| 13   |                                      | Lionel Zinsou Prime Minister                                      | 18 juni 2015 – 6 april 2016         | n-p                   |
| 14   |                                      | Patrice Talon                                                     | 6 april 2016 –                      | n-p                   |